# Balanoglossus aurantiacus
Balanoglossus aurantiacus är en djurart som tillhör fylumet svalgsträngsdjur, och som först beskrevs av Girard 1853.  Balanoglossus aurantiacus ingår i släktet Balanoglossus och familjen Ptychoderidae. Inga underarter finns listade i Catalogue of Life.